# Nicholas Culpeper

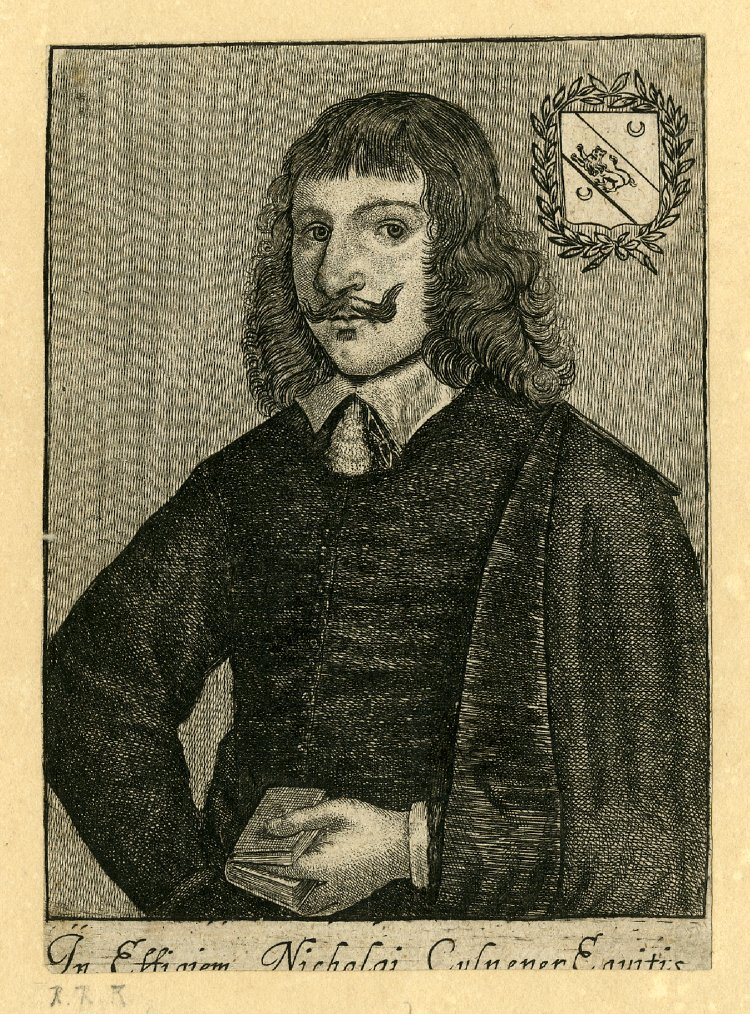
Nicholas Culpeper esq. von Richard Gaywood, British Library

Nicholas Culpeper (* 18. Oktober 1616 vermutlich in Ockley; † 10. Januar 1654 in Spitalfields, London) war ein englischer Apotheker, Arzt und Astrologe.

## Leben
Culpeper war der Sohn des Geistlichen gleichen Namens, der einer adeligen Familie entstammte, und von Mary Attersole, der Tochter eines Geistlichen. Er wurde am 24. Oktober 1616 in der Kirche St. Margaret in dem Dorf Ockley zwischen Dorking und Horsham in Surrey getauft, wo sein Vater Rektor war, vermutlich wurde er auch hier geboren. Sein Vater verstarb kurz vor oder nach seiner Geburt, seine Mutter musste daher das Pfarrhaus verlassen und zog zu ihrem Vater William Attersole, einem strikten Puritaner, der Rektor in Isfield in Surrey war.
1632 finanzierte ihm seine Mutter das Studium in Cambridge. Er verliebte sich dort 1634 in eine junge Frau aus guter Familie, mit der er durchbrennen wollte, sie wurde jedoch vom Blitz erschlagen. Daraufhin verließ er Cambridge und begann eine Apothekerlehre bei einem Mr. White in der Nähe von Temple Bar in London. Dieser ging jedoch bankrott, und Culpeper wechselte zu Francis Drake in der Threadneedle Street über. Drake verstarb im Februar 1639, und Culpeper gründete mit seinem ehemaligen Kollegen Samuel Leadbetter eine eigene Apotheke in Spitalfields neben der Gaststätte zum Roten Löwen zwischen Islington und Stepney. Da die Apotheke außerhalb der Stadtmauern lag, unterstand er nicht der Aufsicht des College of Physicians. Die Armen beriet Culpeper kostenlos. In seiner Freizeit studierte Culpeper Astrologie, die ihn bereits als Kind interessiert hatte, und Medizin. Er hatte eine gute Kenntnis der Werke von Galen, Hippokrates und Avicenna.
Seine Mutter verstarb im selben Jahr, ein Jahr darauf sein Großvater. Da dieser enttäuscht war, dass Culpeper nicht in den geistlichen Stand eingetreten war, hinterließ er ihm nur 40 Schillinge.
1640 heiratete er Alice Field (* 1625). Mit ihrer Mitgift konnte er in der Red Lion Straße in Spitalfields ein Haus bauen. Sie hatten sieben Kinder, von denen nur die Tochter Maria ihren Vater überlebte. Am 17. Dezember 1642 wurde Culpeper der Hexerei angeklagt, jedoch freigesprochen. 1643 versuchte die Gesellschaft der Apotheker seinen Kollegen Leadbetter dazu zu bringen, Culpeper zu entlassen, da er keine Lizenz besaß.
Im August 1643 nahm Culpeper auf republikanischer Seite an der ersten Schlacht von Newbury des englischen Bürgerkriegs teil, wo er durch einen Musketenschuss in der Brust verwundet wurde. Im Vorwort zum Complete Herbal betont er, dass seine eigene Krankheit ihn dazu gebracht habe, Gesundheit als das höchste Gut zu betrachten und die Natur der Heilmittel genauer zu untersuchen. Er starb an Tuberkulose oder an den Spätfolgen seiner Wunde (zudem war er ein starker Raucher) in seinem Haus in Spitalfields und wurde im Friedhof des Bethlem Hospitals daselbst begraben.

## Werk
Culpeper verfasste zahlreiche medizinische Werke. Er glaubte an den Einfluss der Gestirne auf den menschlichen Körper und dass die Welt aus gegensätzlichen Elementen aufgebaut sei. Krankheiten verliefen je nach dem Stand der Gestirne unterschiedlich. Um eine Krankheit zu heilen, war zuerst herauszufinden, welcher Planet die Krankheit verursachte. Dann galt es zu erwägen, welcher Teil des Körpers betroffen war und ob es sich um Fleisch, Knochen, Blut oder Eingeweide handelte, und welchem Planeten dieser Körperteil unterstand. So konnte die Krankheit mit einer Pflanze bekämpft werden, die dem entgegengesetzten Planeten unterstand:
- Krankheiten von Sonne und Mond durch Saturn
- Krankheiten des Merkur durch Jupiter
- Krankheiten der Venus durch Mars
- Krankheiten der Mars durch Venus
- Krankheiten des Jupiter durch Merkur
- Krankheiten des Saturn durch Sonne und Mond

Außerdem konnten Krankheiten durch Sympathie geheilt werden, dabei heilte jeder Planet seine eigenen Krankheiten:
- Sonne und Mond die Augen,
- Venus die Geschlechtsorgane,
- Mars die Galle,
- Jupiter die Leber,
- Saturn die Galle[4].

Culpepers Werke, besonders der Complete Herbal, wurden vielfach illegal nachgedruckt, ein Zeichen ihrer Popularität. Culpeper berief sich auf eigene Anschauung und seinen Verstand statt auf die Autorität antiker Autoren. Indem er Patienten persönlich untersuchte, statt sich nur auf die Urinschau zu verlassen, wirkte Culpepper innovativ auf die Medizin seiner Zeit. Ihn interessierte vor allem, wie und warum Medikamente wirksam waren, wollte sich nicht nur auf die Werke antiker Autoren verlassen. "I cannot build my faith upon Author's words, nor believe a thing because they say it, and could wish every body were of my mind in this, – to labour to be able to give a reason for every thing they say or do."

## Werke

### Übersetzungen
- A Physical Directory, or a Translation of the London Dispensatory. 1649, eine Übersetzung der Pharmacopoeia Londonesis des Royal College of Physicians.
- The London Dispensatory. 1653 (Pharmacopoeia Londinensis).

### Medizinische Werke
- Directory for Midwives, 1651
- Semiotica Uranica or an Astrological Judgement of Diseases, 1651
- The English Physitian and Family Dispensatory. An astro-physical discourse of the human virtues in the body of man; both principal and administering, 1652
- The complete Herbal and English Physician enlarged, being an astro-physical discourse of the common herbs of the nation; containing a complete Method or Practice of Physic, whereby a Man may preserve his Body in Health, or cure himself when sick, with such things only as grow in England, they being most fit for English Constitution, 1653
- Astrological Judgement of Diseases from the Decumbiture of the Sick, 1655
- A Treatise on Aurum Potabile, 1656

### Politische Werke
- Catastrophe Magnatum or The Fall of Monarchy, 1652
- mit William Lilly: A Prophesy of the White King.